# 金牛座51
金牛座51，又名BD+21 618，HD 27176、SAO 76541、HR 1331，是金牛座的一颗恒星，视星等为5.65，位于銀經173.99，銀緯-20.17，其B1900.0坐标为赤經4h 12m 28s，赤緯+21° -20.17′ 6″。